# エルコール・コンサルヴィ
エルコール・コンサルヴィ（Ercole Consalvi, 1757年6月8日 - 1824年1月24日）は、18世紀から19世紀にかけてのカトリック教会の枢機卿。教皇ピウス7世、レオ12世の右腕となり外交面で成功させた。ローマ生まれ。イタリア語名はエルコレ・コンサルヴィ。
1814年、ウィーン会議に出席し、ローマ教皇国の存在をヨーロッパに認知させた。